# Copa Kirin 1992
La Copa Kirin 1992 (en japonés: キリンカップサッカー1992) fue la decimotercera edición de la Copa Kirin, un torneo amistoso organizado por Japón. Esta fue la primera edición entre selecciones nacionales absolutas y se realizó del 30 de mayo al 7 de junio de 1992.

## Sedes
| Gifu Tokio Matsuyama    | Gifu Tokio Matsuyama | Gifu Tokio Matsuyama        |
| Gifu                    | Tokio                | Matsuyama                   |
| ----------------------- | -------------------- | --------------------------- |
| Estadio Memorial Center | Estadio Nacional     | Complejo Deportivo de Ehime |
| Capacidad: 31 000       | Capacidad: 57 363    | Capacidad: 20 983           |
|                         |                      |                             |

## Participantes
| Confederación              | Selección |
| -------------------------- | --------- |
| AFC (Asia)                 | Japón     |
| Conmebol (América del Sur) | Argentina |
| UEFA (Europa)              | Gales     |

## Desarrollo
| 30 de mayo de 1992 | Japón | 0:1 (0:0) | Argentina     | Estadio Nacional, Tokio                                 |                                                         |
|                    |       | Reporte   | Batistuta 53' | Asistencia: 60 000 espectadores Árbitro(s): Kil Ki-chul | Asistencia: 60 000 espectadores Árbitro(s): Kil Ki-chul |

| Uniformes | Uniformes | Uniformes | Uniformes |
| --------- | --------- | --------- | --------- |
| Arquero   |           |           | Arquero   |

| 3 de junio de 1992 | Argentina     | 1:0 (0:0) | Gales | Estadio Memorial Center, Gifu                                    |                                                                  |
|                    | 88' Batistuta | Reporte   |       | Asistencia: 31 000 espectadores Árbitro(s): Samuel Chan Yam-Ming | Asistencia: 31 000 espectadores Árbitro(s): Samuel Chan Yam-Ming |

| Uniformes | Uniformes | Uniformes | Uniformes |
| --------- | --------- | --------- | --------- |
| Arquero   |           |           | Arquero   |

| 7 de junio de 1992 | Japón | 0:1 (0:1) | Gales     | Complejo Deportivo de Ehime, Matsuyama                           |                                                                  |
|                    |       | Reporte   | Bowen 40' | Asistencia: 31 000 espectadores Árbitro(s): Samuel Chan Yam-Ming | Asistencia: 31 000 espectadores Árbitro(s): Samuel Chan Yam-Ming |

| Uniformes | Uniformes | Uniformes | Uniformes |
| --------- | --------- | --------- | --------- |
| Arquero   |           |           | Arquero   |

### Tabla final
| Selección | Pts. | PJ | PG | PE | PP | GF | GC | Dif. |
| --------- | ---- | -- | -- | -- | -- | -- | -- | ---- |
| Argentina | 4    | 2  | 2  | 0  | 0  | 2  | 0  | +2   |
| Gales     | 2    | 2  | 1  | 0  | 1  | 1  | 1  | 0    |
| Japón     | 0    | 2  | 0  | 0  | 2  | 0  | 2  | -2   |

|                      |
| Bandera de Argentina |
| Campeón Argentina    |
| 1.er Título          |